# یواس‌اس کانوها (۱۸۶۱)
یواس‌اس کانوها (۱۸۶۱) (به انگلیسی: USS Kanawha (1861)) یک کشتی بود که طول آن ۱۵۸ فوت (۴۸ متر) بود. این کشتی در سال ۱۸۶۱ ساخته شد.